# 32585 Tardivel
32585 Tardivel este o planetă minoră (asteroid), cu un diametru de 3,697 km, din centura de asteroizi. A fost descoperită pe 18 august 2001 la Stația Anderson Mesa de Lowell Observatory Near-Earth-Object Search. 
Obiectul prezintă o orbită caracterizată de o semiaxă mare de 2,2491202 UAi, o excentricitate de 0,08, o înclinație de 4,86779 ° în raport cu ecliptica.